# Se ne andranno le nuvole devastatrici
Se ne andranno le nuvole devastatrici (Weep Not, Child, 1964) è il primo romanzo dello scrittore keniota Ngugi wa Thiong'o. Fu anche il primo romanzo in lingua inglese pubblicato da uno scrittore dell'Africa orientale. Fu pubblicato per la prima volta dalla casa editrice Heinemann, e in traduzione italiana nel 1975 da Jaca Book.
Come altre opere di Ngugi (in particolare il successivo Un chicco di grano, che viene considerato il suo capolavoro), Weep Not, Child è un racconto corale in cui l'epoca dell'insurrezione dei Mau-Mau viene narrata attraverso le vicende degli abitanti di un piccolo villaggio della campagna keniota. 

## Edizioni
- Ngugi wa Thiong'o, Se ne andranno le nuvole devastatrici, traduzione di Marco Grampa, Jaka Book, 1975.